# Vals amb Bashir
Vals amb Bashir, (hebreu: ואלס עם באשיר‎, Vals Im Bashir), és una pel·lícula documental d'animació israeliana realitzada per Ari Folman l'any 2008. Es tracta d'una barreja entre la visió personal d'un jove soldat israelià i un treball documental sobre la matança de refugiats palestins als camps de Sabra i Xatila que va tenir lloc al Líban el 1982, i de la qual el protagonista fou testimoni.
Aquesta pel·lícula està subtitulada en català.

## Argument
Una nit, en un bar, Ari Folman es reuneix amb un amic amb qui havia fet el servei militar i havien participat en la Guerra del Líban de 1982. L'amic li explica que té un malson recurrent en el qual el persegueixen 26 gossos. Els dos homes arriben a la conclusió que el somni té a veure amb la missió que Ari va realitzar quan formava part de l'exèrcit israelià durant la primera Guerra del Líban. Ari se sorprèn de no recordar res d'aquell període de la seva vida i, intrigat, decideix veure i parlar amb vells amics i antics companys dispersats pel món. Necessita saber la veritat sobre aquell període i sobre si mateix. Ari furga cada vegada més i els seus records comencen a reaparèixer mitjançant imatges surrealistes.

## Premis i distincions
- Nominada a l'Oscar 2009 com a millor pel·lícula en llengua estrangera
- Globus d'Or a la millor pel·lícula estrangera
- Asia Pacific Screen Awards
- Premis British Independent Film
- César a la millor pel·lícula estrangera
- Premi del Gremi de Directors Americans
- Premi del Cinema Europeu
- Festival du Nouveau Cinéma
- Premi del Festival de Cine de Gijón
- Premi de la Cinephile Society
- Premi de l'Associació Internacional de Documentals
- Ophir Awards
- Torre d'or al Festival de Palíc
- Tokyo Filmex
- Premi de l'Associació Americana de Guionistes
- Nominació al BAFTA a la millor pel·lícula d'animació